# Racing Point RP20
O Racing Point RP20 é o modelo de carro de Fórmula 1 projetado e desenvolvido pela Racing Point para a disputa do Campeonato Mundial de Fórmula 1 de 2020. Foi o segundo e último carro construído pela Racing Point antes da equipe ser transformada na Aston Martin em 2021. O carro foi pilotado por Sergio Pérez e Lance Stroll. O lançamento do RP20 ocorreu em 17 de fevereiro, mas o carro real foi apresentado somente em 19 de fevereiro. Sua estreia estava inicialmente programada para acontecer no Grande Prêmio da Austrália de 2020, mas devido a pandemia de COVID-19, sua estreia ocorreu somente no Grande Prêmio da Áustria, a primeira prova da temporada de 2020. Ficou muito conhecido como uma "Mercedes Rosa".
Devido ao impacto da pandemia de COVID-19, os regulamentos técnicos que estavam planejados para serem introduzidos em 2021 foram adiados para 2022. Com isso, sob um acordo entre as equipes e a FIA, os carros com especificações de 2020 — incluindo o RP20 — tiveram sua vida útil estendida para competir em 2021, com a Aston Martin (equipe sucessora da Racing Point na Fórmula 1) produzindo um chassi atualizado denominado Aston Martin AMR21.